# Hermann Maute

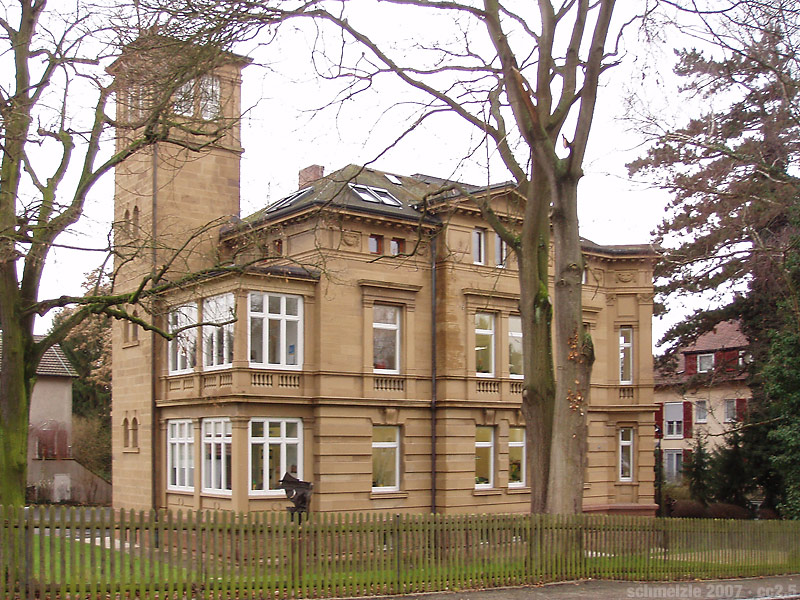
Villa Dittmar (1881)

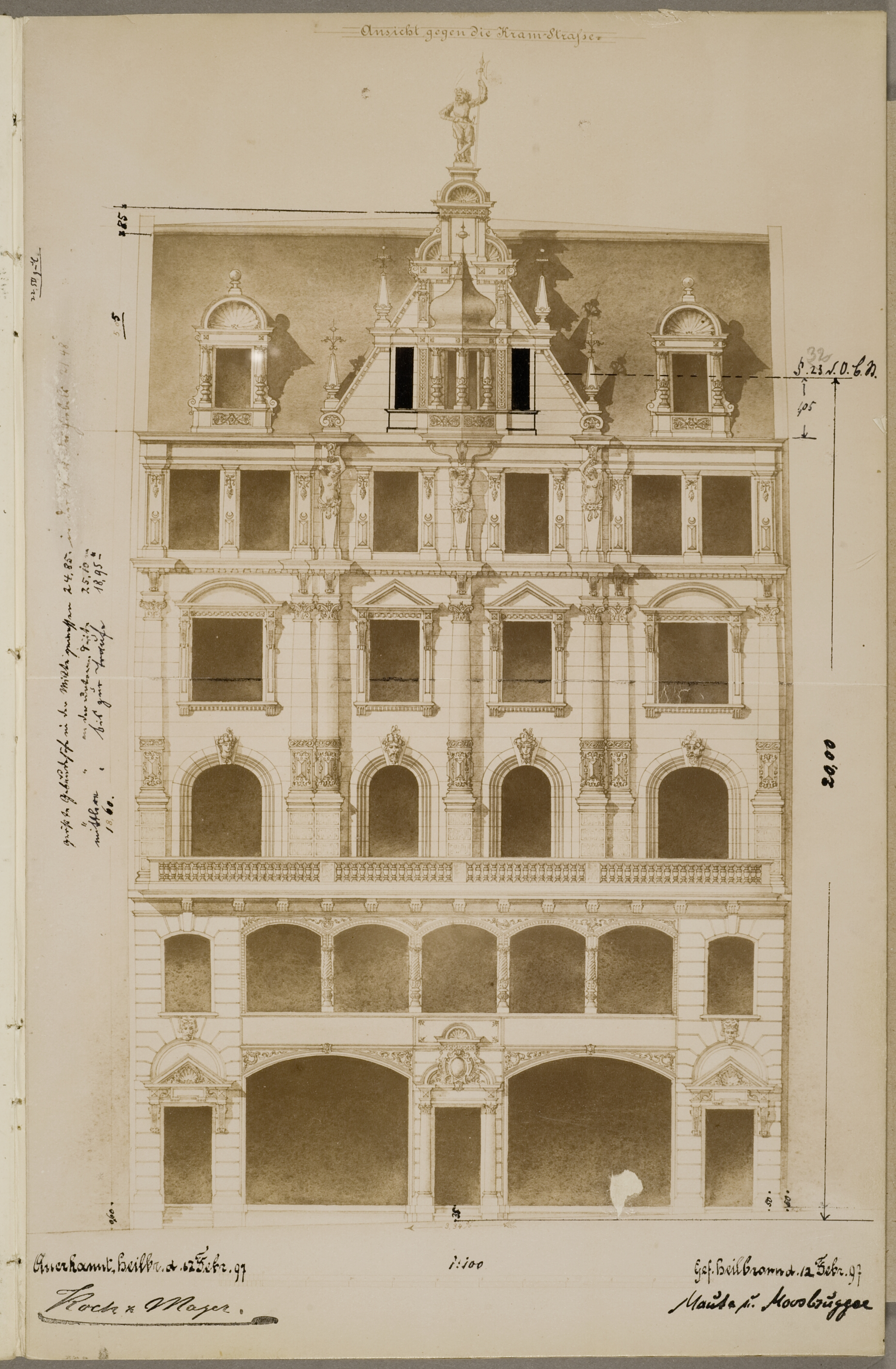
Plan des Sportartikelhauses Saemann (1897) von Maute und Moosbrugger

Hermann Maute (* 1831 in Weinsberg; † 13. Januar 1893) war ein deutscher Architekt und Oberamtsbaumeister in Heilbronn.
Zusammen mit dem Heilbronner Stadtbaumeister Louis de Millas baute er 1855 auf dem Hipfelhof bei Heilbronn die spätklassizistische Cotta’sche Villa für Freiherrn von Cotta. 1868 wurde er erstmals als Amtsbaumeister genannt und blieb bis zu seinem Tode 1893 auf diesem Posten, ab 1891 als Oberamtsbaumeister. Als sein bedeutendstes Werk wird die Villa Dittmar von 1881 im Stil der Neorenaissance angesehen.
Ab 1889 betrieb er zusammen mit seinem Schwiegersohn Theodor Moosbrugger ein Architekturbüro in Heilbronn. Im Heilbronner Nachbarort Sontheim waren Maute und Moosbrugger die Hausarchitekten der Zwirnerei Ackermann, für die sie viele Gebäude erstellten oder umbauten. Nach Mautes Tod führte Moosbrugger das Büro alleine fort.